# Бергантіно
Бергантіно, Берґантіно (італ. Bergantino, вен. Bergantin) — муніципалітет в Італії, у регіоні Венето, провінція Ровіго.
Бергантіно розташоване на відстані близько 370 км на північ від Рима, 95 км на південний захід від Венеції, 45 км на захід від Ровіго.
Населення — 2572 особи (2014).
Щорічний фестиваль відбувається 23 квітня. Покровитель — святий Юрій.

## Демографія
Населення за роками:

Станом на 1 січня 2023 року в муніципалітеті офіційно проживало 197 іноземців з 17 країн, серед них 69 громадян країн Євросоюзу та 5 громадян України.

## Сусідні муніципалітети
- Боргофранко-суль-По
- Карбонара-ді-По
- Кастельново-Баріано
- Череа
- Леньяго
- Мелара